# Lasius tertiarius
Lasius tertiarius är en myrart som beskrevs av George Zalessky 1949. Lasius tertiarius ingår i släktet Lasius och familjen myror. Inga underarter finns listade i Catalogue of Life.